# Microtus middendorffi
Microtus middendorffi är en däggdjursart som först beskrevs av Poljakov 1881.  Microtus middendorffi ingår i släktet åkersorkar, och familjen hamsterartade gnagare. Inga underarter finns listade.

## Utseende
Vuxna exemplar är 90 till 150 mm långa (huvud och bål), har en 21 till 42 mm långa svans och väger 20 till 70 g. Bakfötterna är 15 till 22 mm långa och öronen är 10 till 15 mm stora. Pälsen på ovansidan kan ha en färg som ligger mellan rödbrun och mörkbrun. På undersidan är pälsen grå eller ljusgrå. Svansen har en mörk ovansida och en ljus undersida. Microtus middendorffi skiljer sig från andra åkersorkar i avvikande detaljer av kindtändernas och penisbenets form.
Denna åkersork förekommer i norra Ryssland. Den vistas i den fuktiga tundran och bygger sina bon vid upphöjda torra ställen.

## Ekologi
Individerna bildar större kolonier. De äter halvgräs, örternas stjälkar och blad samt rötter under vintern. Under varma år kan arten fortplanta sig mellan mars och oktober, annars bara mellan maj och augusti. Honor har upp till tre kullar per år.
En familjegrupp skapar flera olika underjordiska bon under årets lopp. Under den varma årstiden skapas även bon av växtdelar på marken. Det komplexa vinterboet består av flera tunnlar, underjordiska sovrum samt sovrum i snötäcket, förrådsrum och 10 till 20 utgångar. Under sommaren har underjordiska bon endast ett sovrum och 3 till 4 utgångar. I boet förvaras föda som kan väga flera kilogram. För kommunikationen finns olika läten. Under parningstiden har hannar läten som liknar sång. Individerna kan vara aktiva under alla dagtider. Dräktigheten vara 19 till 21 dagar. Mellan två kullar ligger vanligen 33 dagar och allmänt upp till 51 dagar. Honor som föds tidig under våren kan ha en egen kull under samma år.

## Hot
För beståndet är inga hot kända. Populationens storlek varierar troligtvis liksom hos andra sorkar. IUCN listar arten som livskraftig (LC).